# Dichromodes ischnota
Dichromodes ischnota là một loài bướm đêm trong họ Geometridae.